# Опосередкований конфлікт між Іраном і Саудівською Аравією
Опосередкований конфлікт між Іраном і Саудівською Аравією або Холодна війна на Близькому Сході — умовна назва конфлікту між Саудівською Аравією та Іраном, викликаного боротьбою цих країн за домінування в регіоні. Напруженість у відносинах двох держав обумовлено цілим комплексом протиріч між ними в сферах релігії, культури, політики і економіки.
Суперництво між країнами сьогодні — це насамперед політична та економічна боротьба, що загострюється релігійними розбіжностями, адже релігію в регіоні обидві країни використовують для власних геополітичних цілей. Іран є шиїтською ісламською республікою, тоді як Саудівська Аравія бачить себе провідною ісламською сунітською державою.

## Опис
Значну роль у відносинах Саудівської Аравії і Ірану відіграє релігійний чинник. Саудівська Аравія претендує на статус лідера сунітського світу, тоді як Іран — найбільша країна, де офіційно прийнятий іслам шиїтського напряму. Обидві держави посилюють давнє протистояння між цими двома найголовнішими гілками ісламу, використовуючи його для досягнення власних політичних цілей.
Початок ірано-саудівського протистояння відносять до 1979 року, коли після повалення прозахідного шаха Мохаммеда Пехлеві в ході Ісламської революції в Ірані була встановлена республіка, на чолі якої стали шиїтські релігійні лідери. Тегеран почав підтримувати збройні шиїтські угруповання і партії за кордоном, що пояснювалося його прагненням створити на Близькому Сході так званий «шиїтський півмісяць» і спробами експорту ісламської революції в інші держави. Опозиційні місцевим режимам шиїтські рухи активізувалися в Саудівській Аравії, Бахрейні, Кувейті. За безпосередньої участі Ірану в охопленому громадянською війною Лівані виникає угруповання Хезболла. Ер-Ріяд, стурбований іранськими діями, постарався зміцнити зв'язки з іншими сунітськими державами, зокрема, створивши Раду співробітництва арабських держав Перської затоки. В ході ірано-іракської війни 1980—1988 років Саудівська Аравія відкрито підтримувала Ірак, надавши Багдаду істотну фінансово-економічну допомогу. Під час «танкерної війни» в Перській затоці траплялися прямі зіткнення саудівських ВПС і військової авіації Ірану. З 1979 року прихильники Ірану почали вести революційну пропаганду в Саудівській Аравії, закликаючи населення країни повстати проти правлячої королівської сім'ї саудитів і «американського панування». Почалися зіткнення між саудівської поліцією і іранськими паломниками. На цьому тлі в 1983 році міністр культури та ісламської орієнтації Ірану Мохаммад Хатамі заявив, що Мекка і Медина належать всім мусульманам, а хадж є найкращою платформою для політичний дискусій. 31 липня 1987 року, під час хаджу в Мецці, відбулися зіткнення між іранськими паломниками і поліцією Саудівської Аравії, в результаті яких загинуло 402 людини і сотні отримали поранення. Після цього сторони обмінялися вкрай жорсткими заявами, а в 1988 році Саудівська Аравія розірвала дипломатичні відносини з Іраном.
На побутовому та державному рівнях точиться боротьба між двома державами. У 2015 році в Саудівській Аравії під час хаджу через тисняву загинули 460 громадян Ірану; всього загинуло понад 700 паломників. Крім цього, на початку січня 2016 року саудівська влада виконали смертний вирок відносно шиїтського проповідника Німра ан-Німра. За цією стратою пішли розгром посольства Саудівської Аравії в Тегерані і напад на генконсульство королівства в іранському місті Мешхеді. Після цього Саудівська Аравія та кілька інших арабських країн оголосили про повторний розрив дипломатичних відносин з Іраном.
Саудівська Аравія вважається головним арабським союзником США в ісламському світі. У свою чергу, після захоплення американських заручників в Ірані в 1979 році американо-іранські відносини різко погіршилися, а в 2002 році президент США Джордж Буш відніс Іран разом з Іраком і КНДР до «осі зла». Хоча відносини Тегерана і Вашингтона в 2015 році покращилися після укладення угоди про «спільний всеосяжний план дій» щодо іранської ядерної програми, Іран і США залишилися противниками.
Саудівська Аравія і Іран є найбільшими виробниками енергоресурсів і постійно конкурують за ринки збуту своїх головних експортних продуктів — нафти і природного газу. Для обох країн надзвичайно важливими є відносини з КНР, який став одним з найбільших імпортерів нафти. КНР же зацікавлена у стабільних поставках енергоносіїв, і тому Пекін докладає зусиль для того, щоб встановити міцні відносини з кожним з цих ключових держав в Західній Азії, сприяючи зменшенню напруженості між ними.

## В регіональних конфліктах
- Громадянська війна в Сирії
- Громадянська війна в Ємені
- Повстання в Бахрейні
- Війна в Афганістані